# Техомир (Горж)
Техомир (рум. Tehomir) насеље је у Румунији у округу Горж у општини Сливилешти. Oпштина се налази на надморској висини од 260 m.

## Становништво
Према подацима из 2002. године у насељу је живело 457 становника, од којих су сви румунске националности.